# إبراهام ليون
إبراهام ليون هو مقاوم وسياسي بلجيكي، ولد في 1918 في وارسو في بولندا، وتوفي في 7 أكتوبر 1944 في معسكر أوشفيتز بيركينو في بولندا.